# Gerard Arnoldus Raessens
Gerardus Arnoldus Raessens (Eindhoven, 23 juli 1691 - 22 juni 1767) is een voormalig burgemeester van de Nederlandse stad Eindhoven. Raessens werd geboren als zoon van de Eindhovense burgemeester Martinus Raessens en Aldegonda Coolen.
Gerardus Arnoldus was burgemeester van Eindhoven in 1721 en 1722, raad in 1731, schepen van 1738 tot 1767, president-schepen van 1748
tot 1767 en R.K.-opperkerkmeester van 1752 tot 1755. Hij wordt op 13 augustus 1713 lid van de Ridderlijke Gilde van St. Sebastiaan te Eindhoven en
blijft dat tot zijn overlijden. Gerardus was deken van dat gilde in 1717 en 1718.
Hij trouwde op 8 oktober 1716 in Eindhoven met Maria van Hooff, dochter van de Eindhovense burgemeester Martinus van Hooff en Gertrudis Ooms, gedoopt op 28 september 1694 en overleden te Eindhoven op 16 maart 1774.